# Jasmin Fejzić
Jasmin Fejzić (Tupkovic, Yugoslavia, 15 de mayo de 1986) es un exfutbolista de nacionalidad bosnia que jugaba de portero.

## Selección nacional
Después de ser incluido en la lista preliminar de 24 jugadores en mayo de 2014, fue confirmado el 2 de junio en la lista final de 23 que representarían a Bosnia y Herzegovina en la Copa Mundial de Fútbol de 2014.

### Participaciones en Copas del Mundo
| Mundial                        | Sede   | Resultado      |
| ------------------------------ | ------ | -------------- |
| Copa Mundial de Fútbol de 2014 | Brasil | Fase de grupos |

## Clubes
| Club                 | País     | Año       |
| -------------------- | -------- | --------- |
| Stuttgarter Kickers  | Alemania | 2004-2005 |
| SpVgg Greuther Fürth | Alemania | 2005-2007 |
| Eintracht Brunswick  | Alemania | 2007-2008 |
| SpVgg Greuther Fürth | Alemania | 2008-2012 |
| VfR Aalen            | Alemania | 2012-2015 |
| SpVgg Greuther Fürth | Alemania | 2015      |
| Eintracht Brunswick  | Alemania | 2015-2018 |
| 1. F. C. Magdeburgo  | Alemania | 2018      |
| Eintracht Brunswick  | Alemania | 2019-2023 |